# Malga Ciapela
Malga Ciapela is een plaats (frazione) in de Italiaanse gemeente Rocca Pietore.